# Планісфера Тейшейри

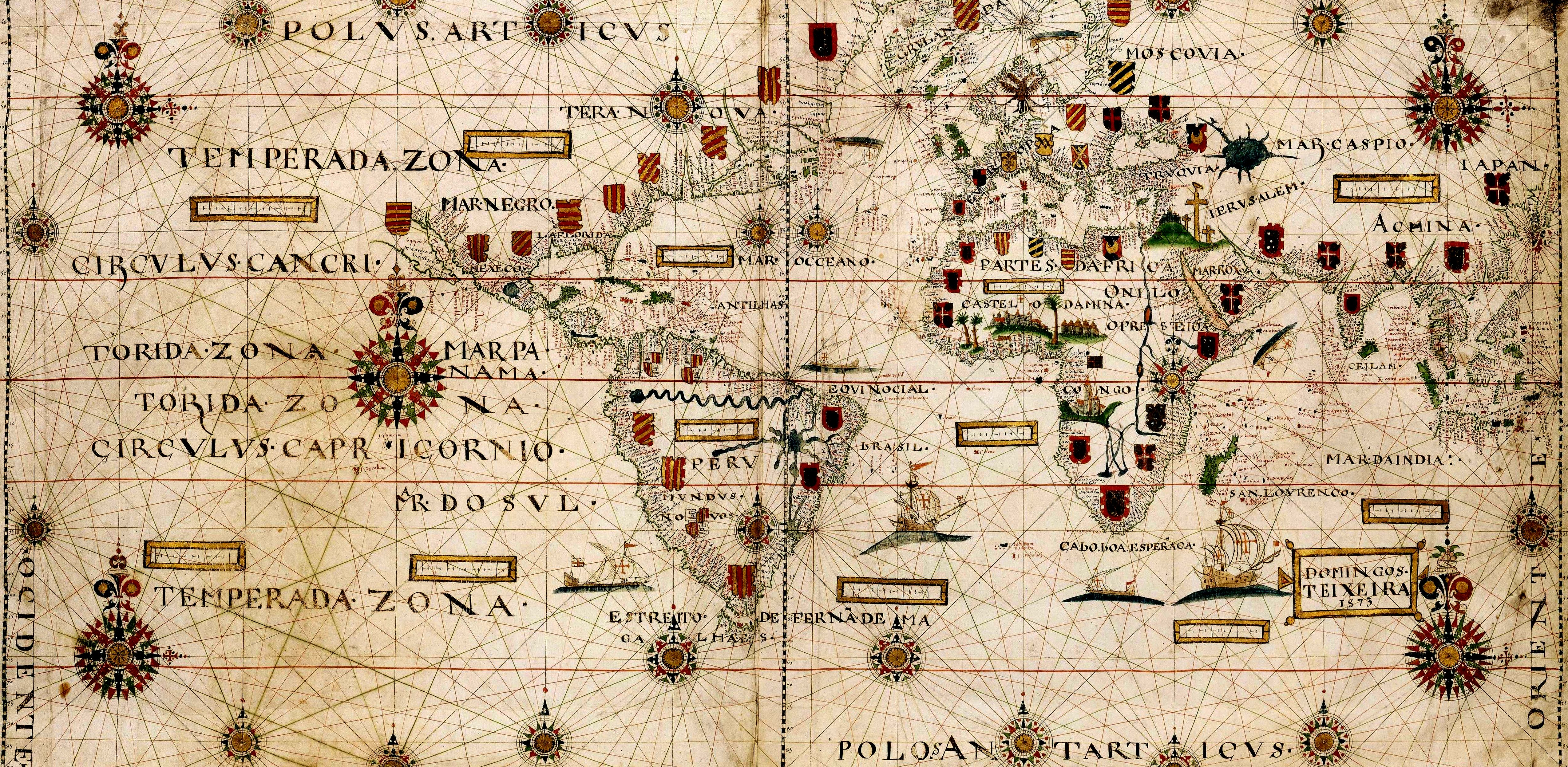
Планісфера Домінгоса Тейшейри (1573 р.)

Планісфера Тейшейри (порт. Mapa-múndi de Domingos Teixeira) — карта світу, виготовлена португальським картографом Домінгосом Тейшейрою в 1573 році, під час правління короля Себаштіана .
Вона нанесена на пергаментну основу і вручну розфарбована. Планісфера зберігається у Національній бібліотеці Франції.

## Таблиця даних
- Дата: 1573 рік
- Автор: Домінгос Тейшейра (Португалія).
- Картографічна школа: португальська.
- Короткий опис: Карта світу.
- Фізичне місцезнаходження: Національна бібліотека Франції

## Опис
Планісфера Тершейри — одна з перших повномаштабних карт світу, що відображає обидва «шляхи прянощів» до Південно-Східної Азії — як «португальський шлях» Васко да Гами, що йде по східному маршруту навколо Африки, так і «іспанський шлях», відкритий Фердінанд Магелланом (на карті зображена «Terra Magellanica» (Вогняна Земля), яку ще не обігнув Дієго Рамірес де Арельяно, що охрестив її «Isla de Xativa».
На карті показане розташування обох мерідіанів, що розділили світ між Португалією і Іспанією — «Тордесільянського мерідіану» у західній півкулі в районі Америки (Бразилія) і «Сарагоського мерідіану» на протилежному боці світу — у східній півкулі в районі на Філіппін. Передбачалось, що усі землі, які знаходились між цими мерідіанами південніше Канарських островів мають належати Португалії.